# Xã Kiowa Rural, Quận Kiowa, Kansas
Xã Kiowa Rural (tiếng Anh: Kiowa Rural Township) là một xã thuộc quận Kiowa, tiểu bang Kansas, Hoa Kỳ. Năm 2010, dân số của xã này là 2.553 người.